# تاهیژا هریگن-اسکات
تاهیژا هریگن-اسکات (انگلیسی: Tahesia Harrigan-Scott؛ زادهٔ ۱۵ فوریهٔ ۱۹۸۲ در سنت توماس) ورزشکار دو و میدانی زن اهل جزایر ویرجین بریتانیا است که در مسابقات دو و میدانی داخل سالن جهان و بازی‌های آمریکای مرکزی و کارائیب در رشته دو سرعت در مجموع برندهٔ ۲ مدال طلا، ۱ مدال برنز شده‌است.

## رکوردهای شخصی
| رشته        | نتیجه                       | ورزشگاه                 | تاریخ          |
| بیرون سالن  | بیرون سالن                  | بیرون سالن              | بیرون سالن     |
| ----------- | --------------------------- | ----------------------- | -------------- |
| ۱۰۰ متر     | ۱۱٫۱۲ ثانیه (باد: +1.6 m/s) | میرامار، فلوریدا        | ۱۱ ژوئن ۲۰۱۱   |
| ۲۰۰ متر     | ۲۲٫۹۸ ثانیه (باد: +0.9 m/s) | دوناس                   | ۱۵ ژوئیه ۲۰۰۷  |
| ۴۰۰ متر     | ۵۴٫۰۶ ثانیه                 | کورال گیبلز، فلوریدا    | ۲۹ مارس ۲۰۱۴   |
| پرش طول     | ۶٫۰۶ متر (باد: +1.8 m/s)    | والنات، کالیفرنیا       | ۱۶ آوریل ۲۰۰۵  |
| داخل سالن   |                             |                         |                |
| ۶۰ متر      | ۷٫۰۹ ثانیه                  | والنسیا                 | ۷ مارس ۲۰۰۸    |
| ۲۰۰ متر     | ۲۴٫۱۰ ثانیه                 | استیت کالج              | ۲۴ فوریه ۲۰۰۲  |
| ۴۰۰ متر     | ۵۷٫۸۸ ثانیه                 | مینیاپولیس              | ۲۰ ژانویه ۲۰۰۱ |
| پرش طول متر | ۶٫۱۷                        | گینزویل، فلوریدا        | ۲۴ فوریه ۲۰۰۶  |
| پرش سه‌گام   | ۱۱٫۹۳ متر                   | کلمسون، کارولینای جنوبی | ۲۱ ژانویه ۲۰۰۶ |